# 倫敦城市行業協會
倫敦城市行業協會（英語：City and Guilds of London Institute）是一個為各行各業提供職業教育和培訓的機構，總部位於英國倫敦。該機構成立於1878年，最初是為了提供技術和工程教育，並在20世紀擴展到其他領域，如管理、商業、旅遊和酒店管理等。該協會的主要目的是為職業教育提供標準和資格認證，以確保各行業的從業人員擁有必要的技能和知識。它開發了一系列職業認證和資格，包括技能認證、職業證書、職業資格和高級職業資格。該機構與許多學術機構和產業組織合作，確保其資格符合當地和國際標準。

## 外部連結
- 官方网站